# 1939
1939 (MCMXXXIX) je bilo navadno leto, ki se je po gregorijanskem koledarju začelo na nedeljo. 1939 je najbolj znano kot leto, ko se je začela druga svetovna vojna.

## Dogodki
- 1. januar - ustanovljeno podjetje Hewlett-Packard.
- 24. januar - močan potres zahteva 30.000 smrtnih žrtev v Čilu.
- 24. februar - Madžarska in Mandžukuo podpišeta antikominternski pakt.
- 27. februar - Združeno kraljestvo in Francija priznata Francovo vlado.
- 2. marec - papež Pij XII. nasledi Pija XI. kot 260. papež.
- 14. marec - Slovaška razglasi neodvisnost.
- 15. marec - nemška vojska zavzame preostanek Češke in Moravske; Češkoslovaška preneha obstajati.
- 16. marec - Češka postane Nemški protektorat Češka-Moravska, preostanek države zasede Madžarska.
- 22. marec - Litva odstopi Tretjemu rajhu mesto Memel (Klajpeda) z okolico.
- 27. marec - Španija podpiše antikominternski pakt.
- 31. marec - Združeno kraljestvo in Francija ponudita zavezništvo Poljski, Grčiji, Turčiji in Romuniji. Tretji rajh in Španija podpišeta sporazum o prijateljstvu.
- 1. april - s predajo zadnjih republikanskih sil se konča španska državljanska vojna.
- 7. april - Italija vdre v Albanijo, kralj Ahmed Zogu pobegne iz države.
- 28. april - Tretji rajh razveljavi sporazume z Združenim kraljestvom in Poljsko ter zahteva Gdansk.
- 2. maj - izide prvi strip z Batmanom v glavni vlogi.
- 8. maj - Španija izstopi iz Društva narodov.
- 18. maj - Združeno kraljestvo sprejme zakon o vojaški obveznosti. Italija in Tretji rajh podpišeta jekleni pakt o zavezništvu.
- 24. junij - Siam se preimenuje v Tajsko.
- 21. avgust - prekinejo se francosko-britansko-sovjetska pogajanja o zavezništvu.

- 23. avgust - Tretji rajh in Sovjetska zveza podpišeta sporazum o nenapadanju - pakt Ribbentrop-Molotov, v katerem si razdelita Evropo.
- 24. avgust - Združeno kraljestvo razglasi splošno vojaško mobilizacijo
- 25. avgust - Združeno kraljestvo in Poljska podpišeta sporazum o pomoči.
- 26. avgust - podpis sporazuma Cvetković-Maček.
- 30. avgust - Poljska prične z mobilizacijo vojske.
- 31. avgust - nemški operativci uprizorijo incident v Gleiwitzu kot povod za napad na Poljsko.
- 1. september -
  - Tretji rajh napade Poljsko; začetek druge svetovne vojne.
  - Norveška, Finska, Švedska in Švica razglasijo nevtralnost.
- 3. september - Združeno kraljestvo, Francija, Avstralija in Nova Zelandija napovejo Tretjemu rajhu vojno.
- 5. september - Združene države Amerike razglasijo nevtralnost.
- 6. september - Republika Južna Afrika napove vojno tretjemu rajhu
- 9. september -
  - Kanada napove vojno tretjemu rajhu.
  - poljska vojska v bitki pri Bzuri zadrži nemški prodor proti Varšavi, a je kmalu premagana.
- 15. september -
  - Japonska in Sovjetska zveza podpišeta pogodbo o vzpostavitvi miru na mongolsko-mandžurski meji.
  - Wehrmacht obkoli Varšavo in zahteva predajo braniteljev. Poljaki zahtevo zavrnejo, zato se prične intenzivno obleganje mesta.
- 17. september - ZSSR napade Poljsko in zavzame ozemlja na vzhodu države.
- 25. september -
  - Bitka za Varšavo: Luftwaffe prične z intenzivnim bombardiranjem mesta.
  - Andora in Nemčija končno podpišeta sporazum o končanju prve svetovne vojne.
- 27. september - Varšava kapitulira
- 28. september - kapitulacija poljske vojske. Tretji rajh in Sovjetska zveza podpišeta končni sporazum o delitvi Poljske. ZSSR in Estonija podpišeta pakt o vzajemni pomoči.
- 30. september - v Parizu ustanovijo poljsko vlado v izgnanstvu.
- 5. oktober - ZSSR in Latvija podpišeta pakt o vzajemni pomoči.
- 8. oktober - Tretji rajh priključi zahodni del Poljske in Gdansk k svojemu ozemlju.
- 10. oktober - ZSSR in Litva podpišeta pakt o vzajemni pomoči.
- 14. oktober - U-47 potopi britansko bojno ladjo HMS Royal Oak.
- 19. oktober - Združeno kraljestvo, Francija in Turčija podpišejo medsebojno pogodbo o prijateljstvu.
- 25. oktober - ustanovitev Generalne Gubernije na Poljskem
- 7. november - Nizozemska in Belgija se ponudita za mirovna posrednika
- 9. november - venlojski incident: Nemci ujamejo dva agenta britanske službe SIS na Nizozemskem.
- 30. november - sovjetske sile napadejo Finsko in prodrejo do Mannerheimove linije; pričetek zimske vojne.
- 13. december - tri zavezniške križarke hudo poškodujejo nemško bojno ladjo Admiral Graf Spee v ustju reke La Plata. Ladjo štiri dni kasneje potopi posadka.
- 14. december - Društvo narodov izključi ZSSR zaradi napada na Finsko.
- 27. december - provinco Erzincan v Anatoliji (Turčija) prizadene hud potres, ki uniči glavno mesto in zahteva več kot 32.000 življenj.
- 31. december - prvi Novoletni koncert dunajskih filharmonikov.

## Rojstva
- 1. januar - Svetlana Makarovič, slovenska pesnica in pisateljica
- 29. januar - Germaine Greer, avstralska pisateljica, feministka
- 2. februar - Boris Cavazza, slovenski igralec
- 1. marec - Cvetan Todorov, bolgarsko-francoski filozof in literarni teoretik
- 30. april - Pavel Ledinek, slovenski gospodarstvenik in izumitelj († 2020)
- 19. maj - Francis Richard »Dick« Scobee, ameriški astronavt († 1986)
- 11. junij - Jackie Stewart, britanski dirkač Formule 1
- 19. avgust - Alan Baker, angleški matematik
- 27. avgust - Aci Bertoncelj, slovenski pianist in glasbeni pedagog († 2002)
- 6. september - Alojz Ajdič, slovenski skladatelj
- 1. oktober - Dušan Jovanović, slovenski igralec († 2020)
- 28. oktober - Miroslav Cerar, slovenski telovadec
- 26. november - Tina Turner, ameriška pevka

## Smrti
- 2. februar - papež Pij XI. (* 1857)
- 4. februar - Edward Sapir, nemško-ameriški antropolog, lingvist (* 1884)
- 12. februar - Søren Peder Lauritz Sørensen, danski kemik (* 1868)
- 27. februar - Nadežda Konstantinovna Krupska, ruska revolucionarka, političarka (* 1869)
- 2. marec - Howard Carter, britanski arheolog (* 1874)
- 13. maj - Stanisław Leśniewski, poljski logik, filozof (* 1886)
- 25. maj - sir Frank Watson Dyson, angleški astronom (* 1868)
- 7. julij - Axel Hägerström, švedski filozof, pravnik (* 1868)
- 3. september - Edvard Westermarck, finski sociolog (* 1862)
- 23. september - Sigmund Freud, avstrijski nevropsihiater judovskega rodu (* 1856)
- 23. november - Aleksander Aleksandrovič Ivanov, ruski astronom (* 1867)

## Nobelove nagrade
- Fizika - Ernest Orlando Lawrence
- Kemija - Adolf Butenandt, Leopold Ružička
- Fiziologija ali medicina - Gerhard Domagk
- Književnost - Frans Eemil Sillanpää
- Mir - ni bila podeljena